# Ink Inc.
Pour les articles homonymes, voir Ink.
Ink Inc. est une équipe de catch composé de Shannon Moore et Jesse Neal sous contrat avec la Total Nonstop Action

## Historique

### Total Nonstop Action (2010 - ...)

#### Formation et Conquête du public
Le 19 avril lors de TNA Impact!, Shannon Moore insulte le TNA World Tag Team Championship Matt Morgan qui était à la recherche d'un nouveau partenaire par équipe, provoquant une rivalité entre les deux. La semaine suivante, il trouve Jesse Neal pour faire équipe et défend avec succès son titre. Après le match, Matt Morgan attaque Jesse Neal à tel point que Shannon Moore est venu à l'aide. Cela a conclu par une nouvelle équipe au nom de Ink Inc et le 3 mai lors de iMPACT! Moore et Neal battent Douglas Williams et Brian Kendrick dans leur premier match en équipe. 
Le 16 mai à TNA Sacrifice, Ink Inc échoue dans leur tentative de remporter le TNA World Tag Team Championship face à The Band (catch) (Kevin Nash et Scott Hall) car Brother Ray est intervenu dans le match et a attaqué Neal. Le mois d'après, Ink Inc bat The Band pour être dans la finale du tournoi pour le TNA World Tag Team Championship. Lors de la finale la semaine suivante, Ink Inc ont été battus par Beer Money, Inc. (James Storm et Robert Roode), quand Brother Ray a attaqué Neal en coulisses avant le match. Lors d'un autre tournoi à quatre pour déterminer les nouveaux prétendants au TNA World Tag Team Championship. Après avoir vaincu Generation Me (Jeremy et Max Buck) en demi-finale, Ink Inc a été vaincu en finale par Desmond Wolfe et Brutus Magnus. À Bound for Glory (2010) , Ink Inc battent Eric Young et Orlando Jordan, gagnant leur premier match en pay-per-view. Le 28 octobre Ink Inc a reçu une chance pour le TNA World Tag Team Championship contre les Motor City Machine Guns (Alex Shelley et Chris Sabin) dans un match à trois voies, qui comprenait également Generation Me, mais n'a pas réussi à remporter le championnat. À Final Resolution 2010, Ink Inc a perdu face aux Beer Money, Inc. pour être challenger au titres par équipe.

#### Heel turn de Shannon Moore, dispute avec Jesse Neal et Face Turn puis rivalite avec mexicain america
Lors de Victory Road, ils perdent contre Beer Money et ne remportent pas les TNA World Tag Team Championship .Lors de TNA Impact! ils perdent contre Crimson et Scott Steiner. À tous ses matchs, Shannon Moore triche, crache sur les autres équipes et se dispute avec ses adversaires alors que Jesse Neal les séparent tout le temps. Lors de Lockdown, ils battent Orlando Jordan et Eric Young, Scott Steiner et Crimson et The British Invasion. Lors du TNA Impact du 5 mai, ils font un face turn en attaquant la Mexican America. Lors de Sacrifice, ils perdent contre Mexican America. Lors de Turning Point, eux et Toxxin perdent contre Mexican America et Sarita et ne remportent pas les TNA Tag Team Championship.

## Dans la lutte
- Prises de finition
  - Samoan drop (Neal) / Mooregasm (Moore) combination[1]

- Thèmes d'entrée
  - "Tattooed Attitude" par Dale Oliver[2]